# 샌디에이고 미술관

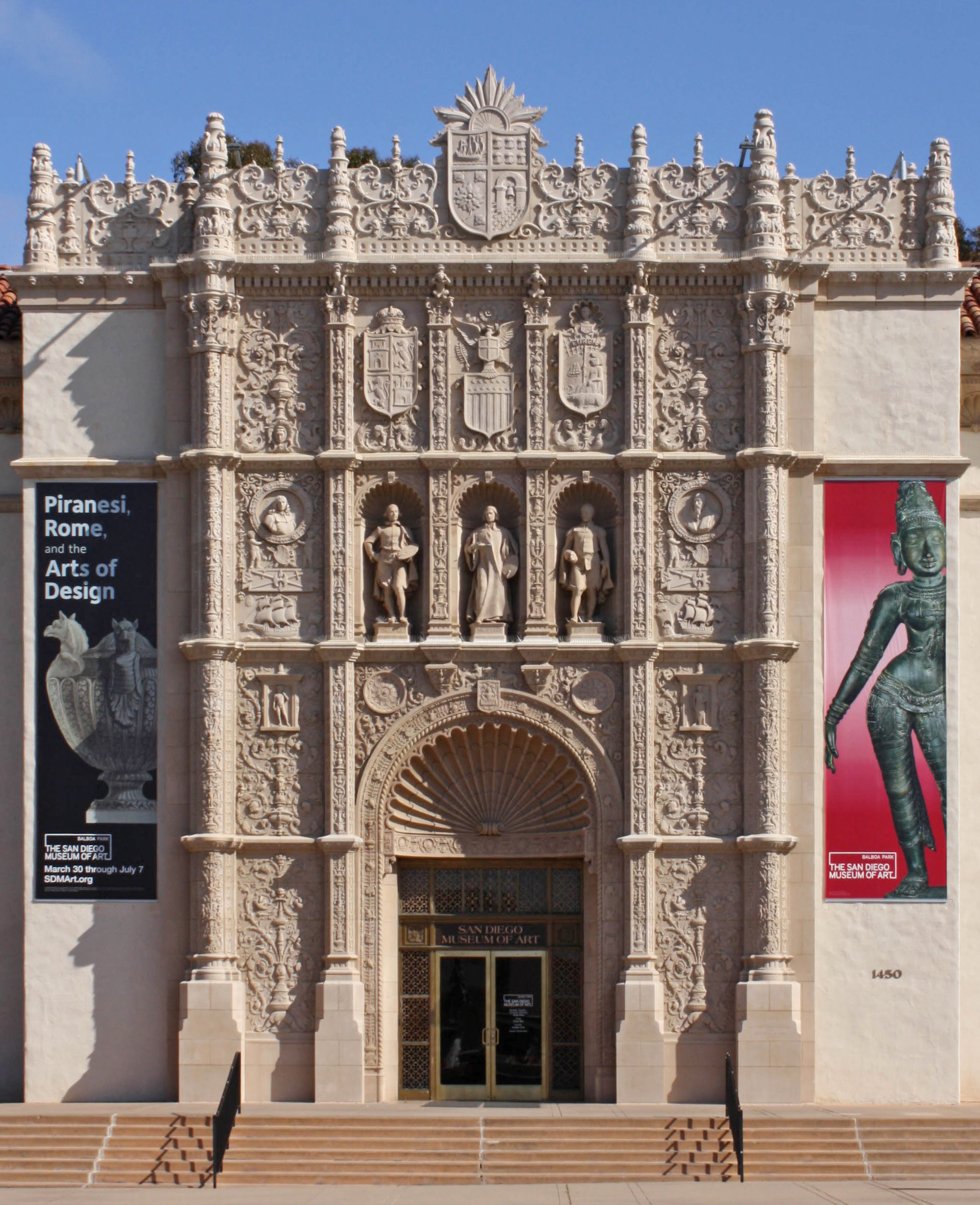
샌디에이고 미술관

샌디에이고 미술관(San Diego Museum of Art)은 미국 캘리포니아주 샌디에이고 발보아 공원에 위치한 미술관이다.

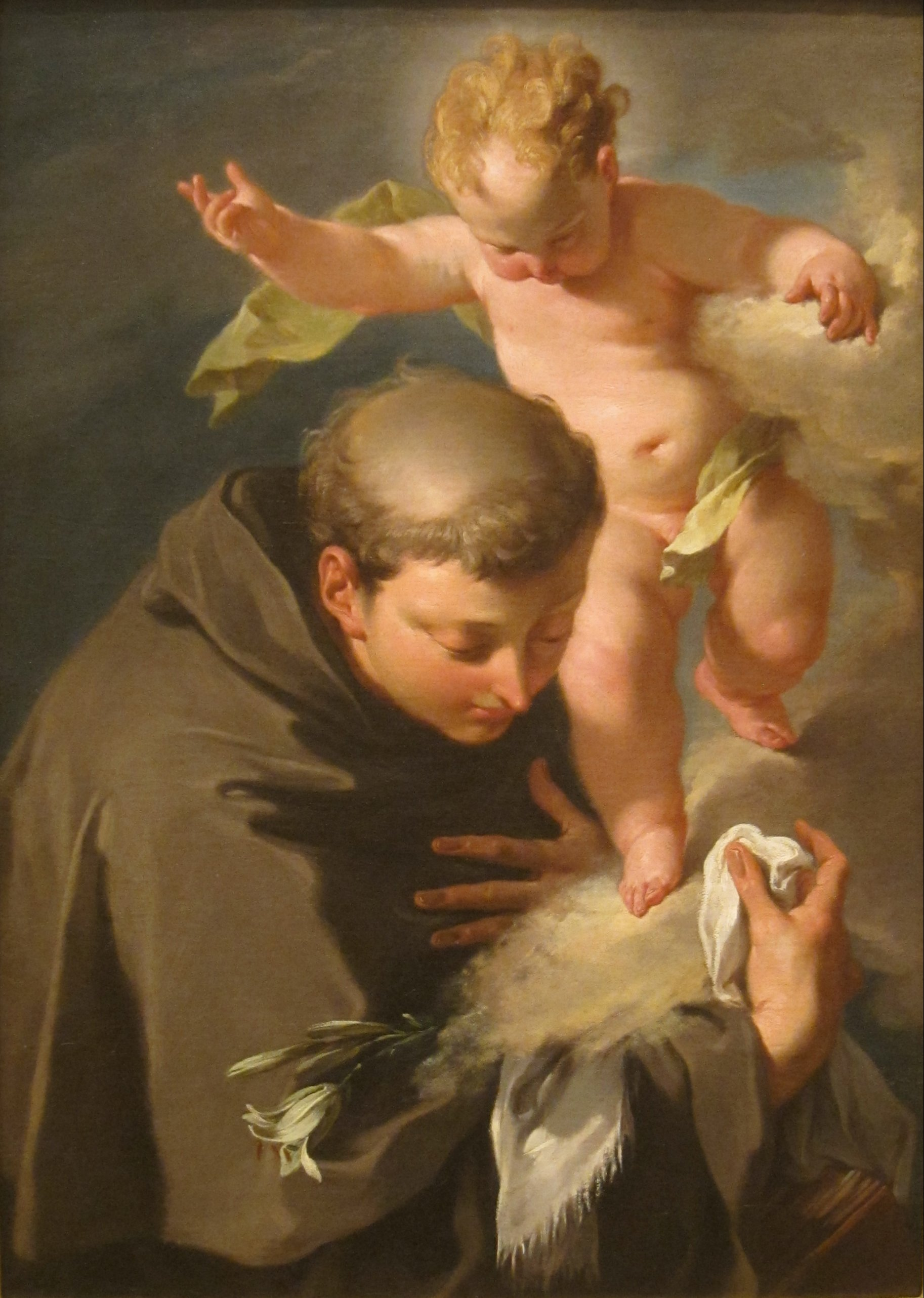
세인트 안토니의 비전 의, 지암 바티스타 피토니, (Giambattista Pittoni), 1730